# Sun Yanyan
Sun Yanyan es una deportista china que compitió en judo. Ganó tres medallas en el Campeonato Asiático de Judo, en los años 1993 y 1995.

## Palmarés internacional
| Campeonato Asiático | Campeonato Asiático | Campeonato Asiático | Campeonato Asiático |
| Año                 | Lugar               | Medalla             | Categoría           |
| ------------------- | ------------------- | ------------------- | ------------------- |
| 1993                | Macao (Portugal)    | Medalla de oro      | +72 kg              |
| 1995                | Nueva Delhi (India) | Medalla de bronce   | +72 kg              |
| 1995                | Nueva Delhi (India) | Medalla de bronce   | Abierta             |